# Banigoungou (Liboré)
Banigoungou (auch: Bani Goungou) ist ein Dorf in der Landgemeinde Liboré in Niger.

## Geographie

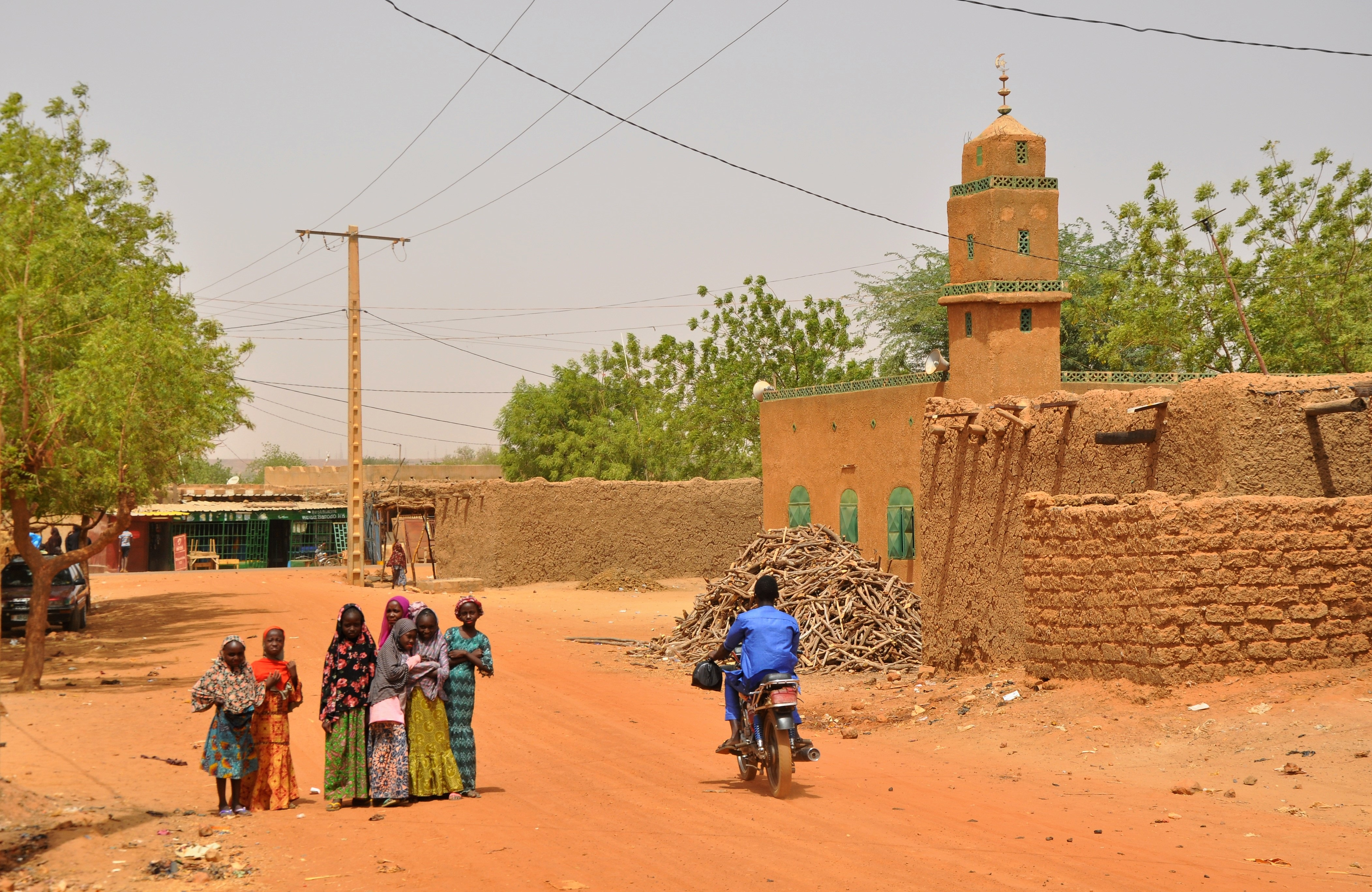
Straßenszene mit Moschee in Banigoungou (2019)

Das Dorf liegt am linken Ufer des Flusses Niger. Es befindet sich rund drei Kilometer nordwestlich des Hauptorts Liboré der gleichnamigen Landgemeinde, die zum Departement Kollo in der Region Tillabéri gehört. Zu den Siedlungen in der näheren Umgebung von Banigoungou zählen Guériguindé Kourté und Guériguindé Zarma im Nordwesten, Kouara Koukou im Osten sowie Mallaleye im Südosten.
Banigoungou ist Teil der Übergangszone zwischen Sahel und Sudan. Die durchschnittliche jährliche Niederschlagsmenge beträgt hier zwischen 500 und 600 mm.

## Geschichte
Die Wasserversorgung des Dorfes wurde 2007 unter anderem durch die Errichtung eines neuen Wasserspeichers verbessert. Das Projekt wurde vom französischen Département Meurthe-et-Moselle kofinanziert.
Banigoungou war im September 2020 von einem schweren Niger-Hochwasser betroffen, das viele Wohnhäuser zerstörte. Es war nach Angaben von Einwohnern das erste Mal überhaupt, dass es trotz der Nähe zum Fluss im Dorf zu Überschwemmungen gekommen war.

## Bevölkerung
Bei der Volkszählung 2012 hatte Banigoungou 2307 Einwohner, die in 306 Haushalten lebten. Bei der Volkszählung 2001 betrug die Einwohnerzahl 1900 in 239 Haushalten und bei der Volkszählung 1988 belief sich die Einwohnerzahl auf 1002 in 128 Haushalten.

## Wirtschaft und Infrastruktur

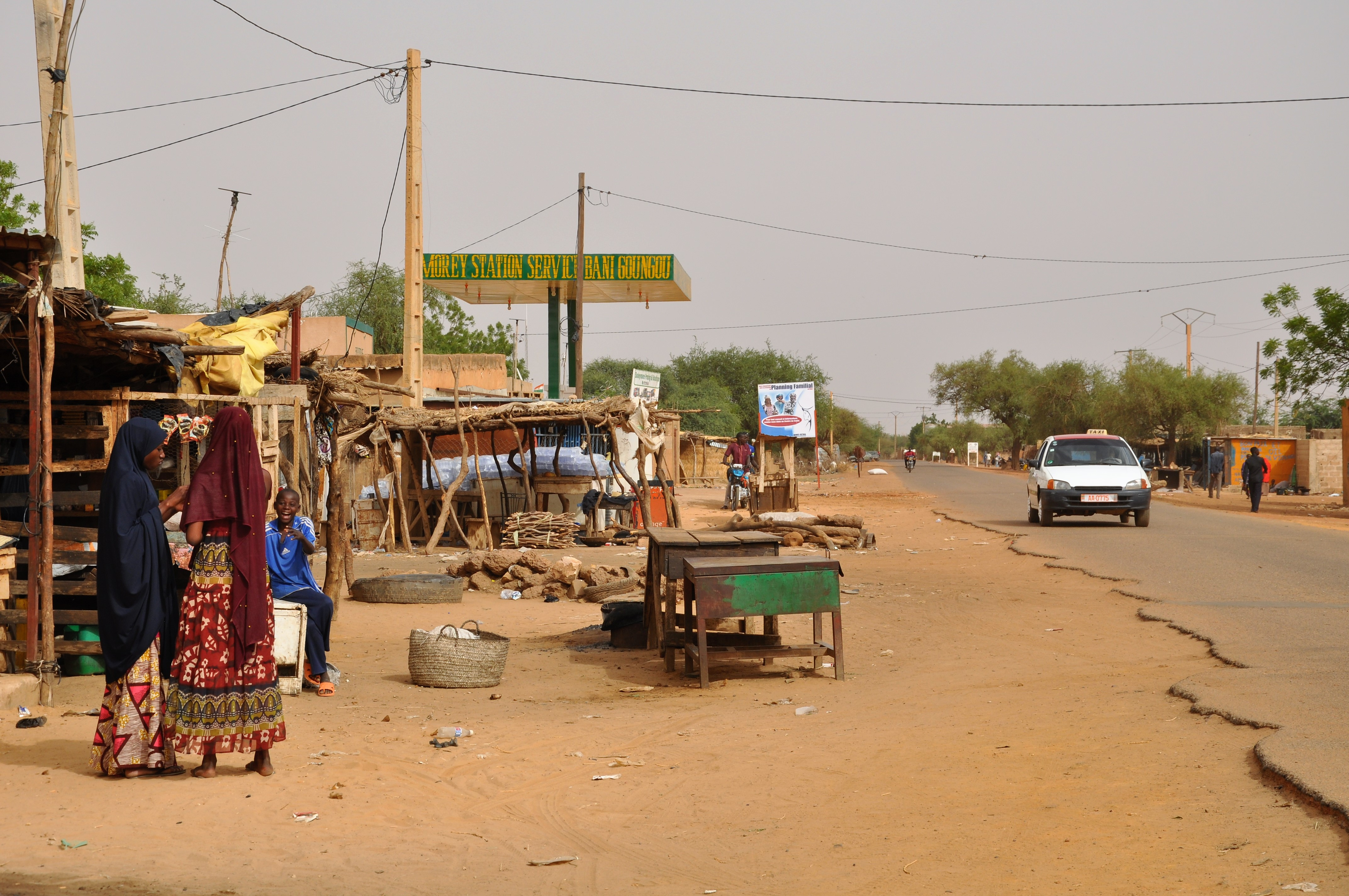
Tankstelle an der Nationalstraße 31 in Banigoungou (2018)

Bei Banigoungou erstreckt sich ein großes Reisanbaugebiet. Es wird außerdem Saatgut für Augenbohnen produziert. Mit einem Centre de Santé Intégré (CSI) ist ein Gesundheitszentrum im Ort vorhanden. Es verfügt über ein eigenes Labor und eine Entbindungsstation. Es gibt eine Grundschule. Diese war in den 1970er Jahren an einem groß angelegten Schulfernsehen-Projekt beteiligt, aus dem das erste nationale Fernsehprogramm der staatlichen Rundfunkanstalt ORTN hervorging. Durch Banigoungou verläuft die 101,2 Kilometer lange Nationalstraße 31 zwischen Niamey und Kirtachi. Die Straße ist in diesem Abschnitt asphaltiert.